# Euphorbia henricksonii
Euphorbia henricksonii är en törelväxtart som beskrevs av Marshall Conring Johnston. Euphorbia henricksonii ingår i släktet törlar, och familjen törelväxter. Inga underarter finns listade i Catalogue of Life.